# Sagem myX6-2
SAGEM myX-6-2 – telefon komórkowy firmy SAGEM. Posiada aparat cyfrowy 1.3 Mpx. Zasilany jest baterią Li-Ion o pojemności 920 mAh.

## Funkcje
- IrDA
- Bluetooth
- CSD
- GPRS Class 10
- WAP 2.0
- wiadomości SMS/EMS/MMS
- dzwonki polifoniczne

## Inne
- 1500 kontaktów
- kalendarz
- lista zadań
- notatnik
- zegarek
- budzik
- minutnik
- dyktafon
- system głośnomówiący